# 變身國王2：高剛外傳
《高刚外传》（英語：Kronk's New Groove），是一部由華特迪士尼於2005年製作、以录影带首映方式推出的電腦動畫电影。這部電影是2000年電影《變身國王》的續集。該電影的双碟版DVD已经分别由中录德加拉、博伟在中国大陆、台湾发行。其配音員包括了大衛·史貝德（David Spade）、約翰·古德曼（John Goodman）、厄莎·凯特（Eartha Kitt）、派屈克·華柏頓（Patrick Warburton）以及溫蒂·瑪莉克（Wendie Malick）等人，對應的配音也是前一集的角色，新的配音員則有約翰·馬洪尼（John Mahoney）和崔茜·鄔嫚（Tracey Ullman）。這部電影同時也是約翰·費德勒（John Fiedler）在世的最後一個參與的作品，他在電影發行前不久就逝世了。

## 劇情
這部電影主要敘述上一集的配角高剛（Kronk）。他在上一集最後幫助國王庫斯德（Kuzco）復位，也讓自己脫離了邪惡祭司伊絲瑪（Yzma）的控制。故事一開始，高剛成為了當地餐廳的主廚，也是童軍團的領隊，甚至還在山頂上擁有了一個大房子。第一故事描述：高剛為了得到父親的認同籌錢買山上的大房子被伊絲瑪聽見，伊絲瑪為了東山再起再度找高剛合作，利用下水道污水包裝成是可以變年輕藥水「青春之泉」來騙老人們的錢，結果被高剛揭發而自己變成兔子被老鷹捉走，高剛把自己因為詐財而買到的山上的大房子捐給老人們。第二故事描述：他遇到了他長久以來心儀的女生，也就是對手童軍團的領隊包薇兒，日子過得非常愉快。但是在兩個童軍團互相比賽時，高剛團的弟寶作弊，使得對方輸掉了。當高剛的女朋友發現後，非常的生氣且棄他而去。這些突發狀況讓他的生活又重新開始，回到原點。此時正在擔任主廚的高剛聽說他的父親要到餐廳來拜訪他。這讓他分寸大亂，因為他和他父親相處不太融洽，而且他父親長久以來都希望高剛能夠成家立業，擁有在山頂上的房子，而不是在餐廳裡當個廚師。然後高剛的親朋好友幫高剛圓謊，結果亂成一團使他父親勃然大怒，高剛坦承一切和親朋好友解釋後，他父親以他為榮，之後弟寶對自己作弊行為幫助高剛找回女朋友，高剛和包薇兒兩人和解再度相愛，故事圓滿結局。

## 配音員
| 配音                              | 配音     | 配音                                             | 角色         | 角色           |
| 英語                              | 國語發音 | 粵語發音                                         | 中文         | 原文           |
| --------------------------------- | -------- | ------------------------------------------------ | ------------ | -------------- |
| 派屈克·華博頓                     | 孫德成   | 盧家煒                                           | 高剛         | Kronk          |
| 崔茜·鄔嫚                         | 丘梅君   | 杜雯惠                                           | 包薇兒       | Birdwell       |
| 厄莎·凱特                         | 崔幗夫   | 苑瓊丹                                           | 伊絲瑪       | Yzma           |
| 大衛·史派德                       | 姜先誠   | 張錦程                                           | 庫斯德       | Kuzco          |
| 約翰·古德曼                       | 康殿宏   | 周志輝                                           | 貝查         | Pacha          |
| 溫蒂·馬利克（Wendie Malick）      | 陳季霞   | 劉雅麗                                           | 琪嘉         | Chicha         |
| 潔西·傅勞爾（Jessie Flower）      | 許淑嬪   | 方嘉希                                           | 嘉嘉         | Chaca          |
| 艾里·羅素·林奈茲（Eli Russell Linnetz）              | 劉安     | 黃永添                                           | 弟寶         | Tipo           |
| 安東尼·加南（Anthony Ghannam）                   | 劉安     |                                                  | 瓦伊納       | Huayna         |
| 鮑伯·伯根（Bob Bergen）           | 使用原音 | 郭碧珍                                           | 巴奇         | Bucky          |
| 佩蒂·德意志（Patti Deutsch）      | 崔幗夫   | 謝月美                                           | 女服務生瑪塔 | Waitress Matta |
| 愛普麗兒·溫契爾（April Winchell） | 孫安琳   |                                                  | 主題曲       | Theme Song     |
| 約翰·馬奧尼                       | 孫中台   | 李鎮洲                                           | 爸比         | Papi           |
| 傑夫·班奈特                       | 孫中台   |                                                  | 信使         | Messenger      |
| 傑夫·班奈特                       | 孫中台   |                                                  | 裁判         | The Referee    |
| 約翰·費德勒                       | 胡立成   | 李忠強                                           | 魯迪         | Rudy           |
| 傑夫·班奈特                       | 胡立成   | 李忠強                                           | 咕嚕-魯迪    | Gollum-Rudy    |
| 傑夫·班奈特                       | 陳宗岳   |                                                  | 伊皮         | Ipi            |
| 傑夫·班奈特                       | 楊少文   | 古明華                                           | 陶寶（柏特） | Topo（Burt）   |
| 愛普麗兒·溫契爾                   | 姜瑰瑾   | 林小寶                                           | 希爾蒂       | Hildy          |
| 愛普麗兒·溫契爾                   | 劉小芸   | 林小寶                                           | 瑪姬         | Marge          |
| 愛普麗兒·溫契爾                   | 劉小芸   | 郭碧珍                                           | 蒂娜         | Tina           |
|                                   |          | 龍天生 黃建怡 葛庭洪 葉心怡 李建良 龔國強 劉淑儀 |              |                |

## 外部連結
- 互联网电影数据库（IMDb）上《變身國王2：高剛外傳》的资料（英文）
- 爛番茄上《變身國王2：高剛外傳》的資料（英文）
- 豆瓣电影上《變身國王2：高剛外傳》的資料 （简体中文）
- AllMovie上《變身國王2：高剛外傳》的资料（英文）
- 大卡通資料庫上《變身國王2：高剛外傳》的資料（英文）